# Objeto de aprendizaje
Un objeto de aprendizaje, del inglés learning object, es una colección de elementos de contenido, práctica y valoración que se combinan en función de un solo objetivo de aprendizaje".
El término fue acuñado por Wayne Hodgins y el nombre proviene de un grupo de trabajo formado en 1994.

## Nomenclatura
El concepto es conocido por términos como objetos de contenido, chunks (pedazos), objetos educativos, objetos de información, objetos inteligentes, bits de conocimiento, objetos de conocimiento, componentes de aprendizaje, objetos de medios de comunicación, componentes de currículum reutilizable, nuggets, objetos de información reutilizable, objetos de aprendizaje reutilizable, unidades reutilizables verificables de cognición, componentes de capacitación, y unidades de aprendizaje.

## Definiciones
El Instituto de Ingenieros Eléctricos y Electrónicos (IEEE) define un objeto de aprendizaje como "cualquier entidad, digital o no-digital, que puede ser utilizado para el aprendizaje, educación o formación".
Chiappe definió un Objeto de Aprendizaje como: "Un entidad digital auto-contenida y reutilizable, con un propósito educativo claro, con al menos tres componentes internos y editables: contenido, actividades de aprendizaje y elementos de contexto. Los objetos de aprendizaje tienen que tener una estructura externa de información para facilitar su identificación, almacenamiento y recuperación: los metadatos."
Las siguientes definiciones se enfocan en la relación entre objeto de aprendizaje y medios de comunicación digitales. RLO-CETL, el Centro de Objetos de Aprendizaje Británico inter-universitario, define "el objeto de aprendizaje reutilizable" como "pedazos interactivos basados en Web de aprendizaje electrónico (e-learning) diseñados para explicar un solo objetivo de aprendizaje". Daniel Rehak y Robin Mason lo definen como "una entidad digitalizada la cual puede ser utilizada, reutilizada o referenciada durante el aprendizaje soportado por tecnología".
Adaptando una definición del Centro de Recursos en-línea de Wisconsin, Robert J. Beck sugiere que los objetos de aprendizaje tienen las características clave siguientes:
- Los objetos de aprendizaje son una manera nueva de pensar acerca del contenido de aprendizaje. Tradicionalmente, el contenido se presenta en pedazos de varias horas. Los objetos de aprendizaje son unidades mucho más pequeñas de aprendizaje, típicamente variando de 2 minutos a 15 minutos.
- Es auto-contenido, ya que, cada objeto de aprendizaje puede ser tomado independientemente.
- Es reutilizable, pues un objeto de aprendizaje puede ser utilizado en contextos múltiples para propósitos múltiples.
- Puede ser agregado. Esto supone que los objetos de aprendizaje pueden ser agrupados en grandes colecciones de contenido, incluyendo estructuras de curso tradicional.
- Deben ser autocontenible y autosuficiente. Es decir que sus elementos internos tengan sentidos por sí mismos y que permitan la consecución de los objetivos propuestos, facilitando de esta forma el aprendizaje autónomo de los estudiantes.
- Son etiquetados con metadatos. Cada objeto de aprendizaje tiene la información descriptiva que le permite ser fácilmente encontrado por una búsqueda.[8]

## Componentes
La idea principal del uso de los objetos de aprendizaje está caracterizado por detectabilidad, reusabilidad, e interoperabilidad.
Para apoyar la detectabilidad, los objetos de aprendizaje están descritos por Metadatos del Objeto de Aprendizaje, formalizado como el estándar IEEE 1484.12 Metadato del objeto de aprendizaje. Para apoyar la reusabilidad, el consorcio IMS propuso una serie de especificaciones como el Paquete de contenido IMS. Y para apoyar la interoperabilidad, la organización para el Aprendizaje Distribuido Avanzado de la milicia de los EE.UU. creó un conjunto de estándares y especificaciones que permite crear objetos pedagógicos estructurados, el Modelo SCORM.. Los objetos de aprendizaje fueron diseñados para reducir el costo del aprendizaje, estandarizar el contenido de aprendizaje, y habilitar el uso y reutilización de los contenidos de aprendizaje por los sistemas de administración del aprendizaje LMS.

## Tipos de información
Algunos de los tipos de información que pueden ser incluidos en un objeto de aprendizaje y sus metadatos son:
- Datos descriptivos generales del curso, incluyendo: identificadores de curso, lengua de contenido (inglés, español, etc.), área temática (Matemáticas, Lectura, etc.), texto descriptivo, palabras clave descriptivas.
- Ciclo de vida, incluyendo: versión, estado.
- Contenido instruccional, incluyendo: texto, páginas web, imágenes, sonido, vídeo.
- Glosario de términos, incluyendo: términos, definición, acrónimos.
- Cuestionarios y evaluaciones, incluyendo: preguntas, respuestas.
- Derechos, incluyendo: costo, derechos de autor, restricciones de uso.
- Relaciones a otros cursos, incluyendo cursos de prerrequisito.
- Nivel educativo, incluyendo: nivel de grado, rango de edad, tiempo de aprendizaje típico, y dificultad. [IEEE 1484.12.1:2002]
- Tipología como lo define Churchill (2007): presentación, práctica, simulación, modelos conceptuales, información, y representación contextual.[12]

## Metadatos
Uno de los puntos clave en el uso de objetos de aprendizaje es su identificación por motores de búsqueda o sistemas de administración de contenido. Esto es normalmente facilitado al asignar los metadatos descriptivos al objeto de aprendizaje. Como un libro en una biblioteca tiene un registro en los catálogos de tarjetas, los objetos de aprendizaje también tienen que ser etiquetados con metadatos. Las piezas más importantes de metadatos típicamente asociados con un objeto de aprendizaje incluyen:
1. Objetivo: El objetivo educativo que el objeto de aprendizaje está instruyendo.
2. Prerrequisitos: La lista de habilidades (típicamente representados como objetivos) que el estudiante tiene que saber antes de ver el objeto de aprendizaje.
3. Tema: Típicamente representado en una taxonomía, el tema que el objeto de aprendizaje está instruyendo.
4. Interactividad: El Modelo de Interacción del objeto de aprendizaje.
5. Requisitos de tecnología: Los requisitos de sistema requeridos para ver el objeto de aprendizaje.

## Mutabilidad
Un objeto de aprendizaje mutado es, según Michael Shaw, un objeto de aprendizaje que ha sido "readaptado y/o rediseñado, cambiado o sencillamente re-utilizado en alguna manera diferente de su diseño y propósito originales". Shaw también introduce el término "objeto de aprendizaje contextual", para describir un objeto de aprendizaje que ha sido "diseñado para tener propósito y significado concretos a un estudiante específico".

## Portabilidad
Antes de que cualquier institución invierta tiempo y energía en construir contenido de alta calidad para el aprendizaje electrónico o e-learning (que puede costar sobre los $10,000 por hora de aula), necesita considerar cómo este contenido puede ser fácilmente cargado a un Sistema de Administración del Aprendizaje. Es posible por ejemplo, empaquetar los objetos de aprendizaje con la especificación SCORM y cargarlo en el Sistema de Administración del Aprendizaje Moodle o en el Entorno de Aprendizaje Desire2Learn.
Si todas las propiedades de un curso pueden ser definidas con precisión en un formato común, el contenido puede ser serializado en un formato estándar como XML y cargado a otros sistemas. Cuándo se considera que algunos cursos de aprendizaje electrónico (e-learning) necesitan incluir video, como las ecuaciones matemáticas que utiliza MathML, ecuaciones de química que utiliza CML y otras estructuras complejas, los asuntos se vuelven muy complejos, especialmente si los sistemas necesitan entender y validar cada estructura y entonces colocarla correctamente en una base de datos.

## Crítica
En 2001, David Wiley criticó la teoría de objetos de aprendizaje en su publicación, Reusability Paradox qué es resumida por D'Arcy Norman como, si un objeto de aprendizaje es útil en un contexto particular, por definición no es reutilizable en un contexto diferente. Si un objeto de aprendizaje es reutilizable en muchos contextos, no es particularmente útil en cualquiera. 
En Tres Objeciones a los Estándares de Objetos de Aprendizaje y Aprendizaje Electrónico, Norma Friesen, investigador titular en Prácticas de Aprendizaje Electrónico en la Universidad Thompson Rivers en Canadá, señala que la palabra neutralidad implica en sí misma un estado o posición que es antiética ... a la pedagogía y enseñanza.